# Wing Commander Armada
Wing Commander Armada ist ein Weltraum-Flugsimulations-Computerspiel innerhalb der Wing-Commander-Reihe. Es wurde von Origin Systems entwickelt und 1994 von Electronic Arts veröffentlicht. Es erschien nach Wing Commander 2 und kurz vor Wing Commander 3.

## Entwicklung
Das Spiel wurde nie offiziell angekündigt, da es sich um eine Technologiedemonstration der neuen Grafik-Engine von Wing Commander 3 und der Netzwerktreiber für Wings of Glory handelte, die zu einem vollständigen Spiel erweitert wurde.

## Spielprinzip
Im Spielmodus "Battle" fliegt man mit einem Schiff der Wahl gegen drei Wellen von Feinden, bis man wieder auf dem Trägerschiff aufmunitioniert und betankt wird. Abschüsse werden in einer Highscore-Tabelle notiert. Im taktischen Modus "Armada" startet jeder Spieler mit einem Träger und einem Planeten, der eine Erzmine besitzt und Rohstoffe liefert, die in Kampfraumschiffe und Transporte investiert oder auf den Träge geschafft werden können. Fliegt man mit einem Träger zu einem weiteren Planeten können dort Fabriken gebaut oder Schiffswerften gekauft oder Verteidigungsanlagen errichtet werden. Ziel ist es, die stärkste Flotte aufzubauen und das Universum von 40 Planeten zu erobern. Treffen sich die Kontrahenten über einem Planeten, wird der Kampf ausgetragen. Im Kampagnenmodus ist das Spiel in 24 Sektoren aufgeteilt und funktioniert ähnlich.

## Rezeption
Das Spiel sei zwischen den Fraktionen gut ausbalanciert. Die Grafik der Schiffe samt aller Effekte sei ein optischer Knaller. Im Einzelspieler gegen den Computer motiviere es jedoch kaum. Im Duell mit einem menschlichen Gegenspieler komme trotz eingeschränkter strategischer Optionen am meisten Spaß auf. Dadurch, dass eine Hintergrundgeschichte vollständig fehle, merke man dem Spiel schnell an, dass es zügig entwickelt wurde. Der Strategieteil wirke aufgesetzt und werde schnell unübersichtlich. Die Netzwerktechnik sei sauber programmiert.